# McFlurry

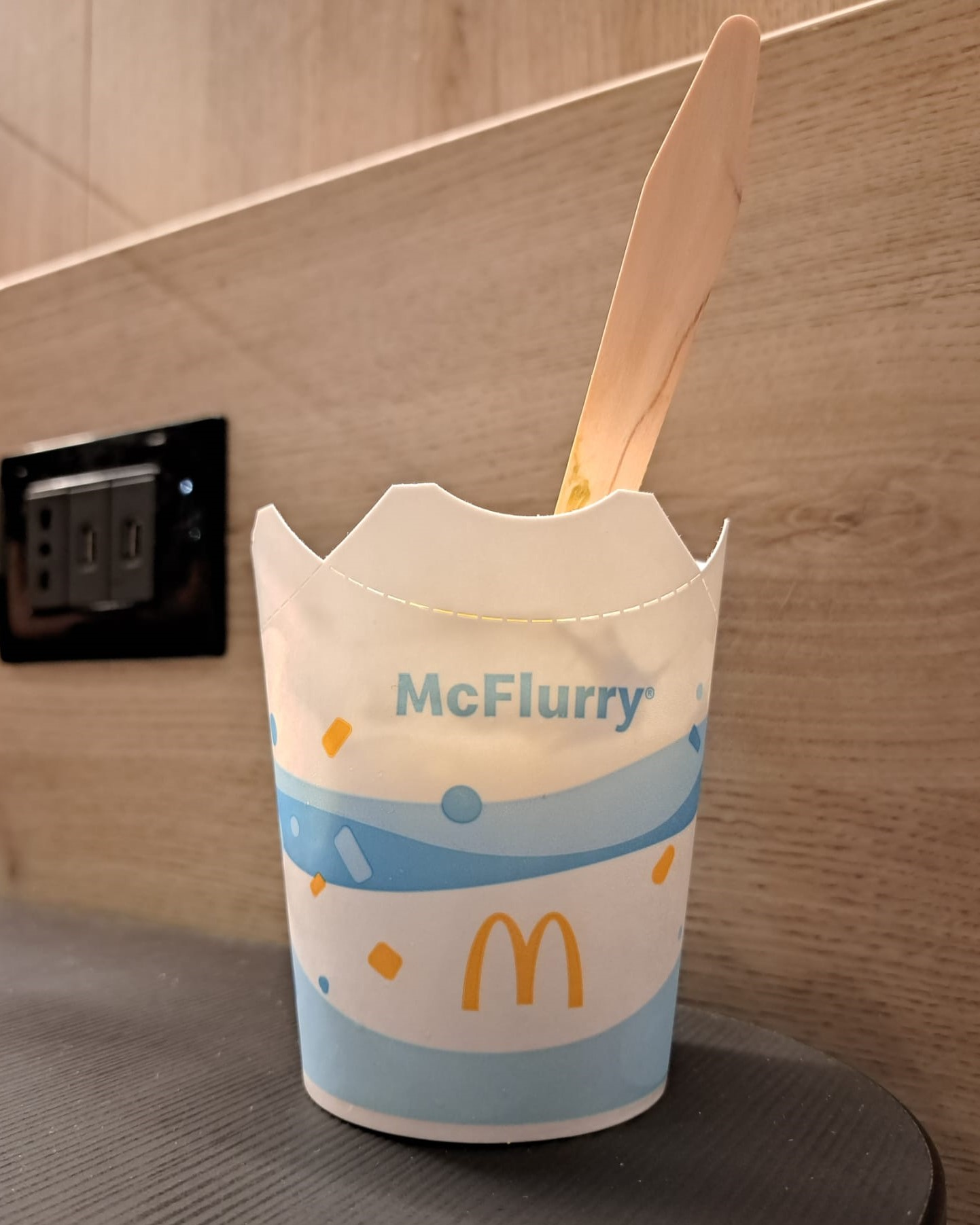
McFlurry Verpackung mit Holzlöffel

Der McFlurry ist ein Milcheis-Dessert, das auf ähnliche Weise wie Softeis serviert und bei McDonald’s verkauft wird. Charakteristisch für den McFlurry® sind die verschiedenen Toppings und Saucen, die dem milden Vanille-Milcheis seine besondere Geschmacksvielfalt verleihen.

## Rezeptur
Laut eigenen Angaben vom Unternehmens besteht der McFlurry aus folgenden Zutaten: Vollmilch, Zucker, Süßmolkenpulver, Glucosesirup, Sahne, Emulgator (E471), Stabilisatoren (E412, E407), Vanillearoma.

## Variationen (Geschmacksrichtungen)
Der McFlurry wird weltweit in zahlreichen Geschmacksrichtungen angeboten, die sich je nach Region und Land unterscheiden. Diese Variationen reichen von klassischen Sorten bis hin zu lokalen Spezialitäten, die auf die jeweiligen Vorlieben der Verbraucher abgestimmt sind. In Großbritannien umfasst das Sortiment regelmäßig Sorten wie Oreo, Smarties und Maltesers, die durch verschiedene limitierte Editionen ergänzt werden, etwa zu Feiertagen oder besonderen Anlässen.
In China finden sich exotischere Geschmacksrichtungen wie Taro oder Matcha, die den lokalen Geschmack widerspiegeln. Daneben gibt es auch internationale Klassiker wie Oreo, jedoch oft mit einer eigenen Note, etwa mit süßer roter Bohnenpaste als Topping.
In Malaysia wird der McFlurry häufig mit regional beliebten Zutaten angeboten, darunter Durian und Mango, die sich großer Beliebtheit erfreuen. Diese Sorten stehen neben den Standardgeschmacksrichtungen, die ebenfalls regelmäßig im Sortiment sind.
Auch in anderen Ländern wie den USA, Deutschland oder Japan gibt es spezifische McFlurry-Sorten, die sich durch landestypische Zutaten auszeichnen. In den USA sind beispielsweise Reese’s und M&M’s beliebte Optionen, während in Japan zeitweise Sorten mit Sakura-Geschmack (Kirschblüte) angeboten wurden.
Diese regionalen Variationen machen den McFlurry zu einem der vielseitigsten Desserts bei McDonald’s, dessen Angebot regelmäßig an die lokalen Geschmäcker und saisonalen Trends angepasst wird.

## Nährwerte
| Weitere Informationen           | Pro 100g | Pro Portion |
| ------------------------------- | -------- | ----------- |
| Portionsgröße (g)               |          | 142         |
| Brennwert (kJ)                  | 588      | 833         |
| Brennwert (kcal)                | 139      | 197         |
| Fett (g)                        | 03,6     | 05,2        |
| davon gesättigte Fettsäuren (g) | 02,6     | 03,8        |
| Kohlenhydrate (g)               | 023      | 033         |
| davon Zucker (g)                | 021      | 030         |
| Ballaststoffe (g)               | 00,0     | 00,0        |
| Eiweiß (g)                      | 03,4     | 04,8        |
| Salz (g)                        | 00,02    | 0,03        |

## Verpackung
Im Jahr 2009 geriet die McFlurry-Verpackung von McDonald’s aufgrund von Berichten in die Kritik, dass sich Igel in den kleinen Plastikdeckeln der Eisverpackungen verfangen und dadurch zu Schaden kamen und verhungerten. Diese Vorfälle sorgten für erhebliche öffentliche Besorgnis, was McDonald’s dazu veranlasste, die Verpackungsgestaltung zu überdenken. 2020 wurde zudem auch der Papplöffel von McDonalds eingeführt, was zu öffentlicher Kritik führte.